# Gudrun Wolfschmidt

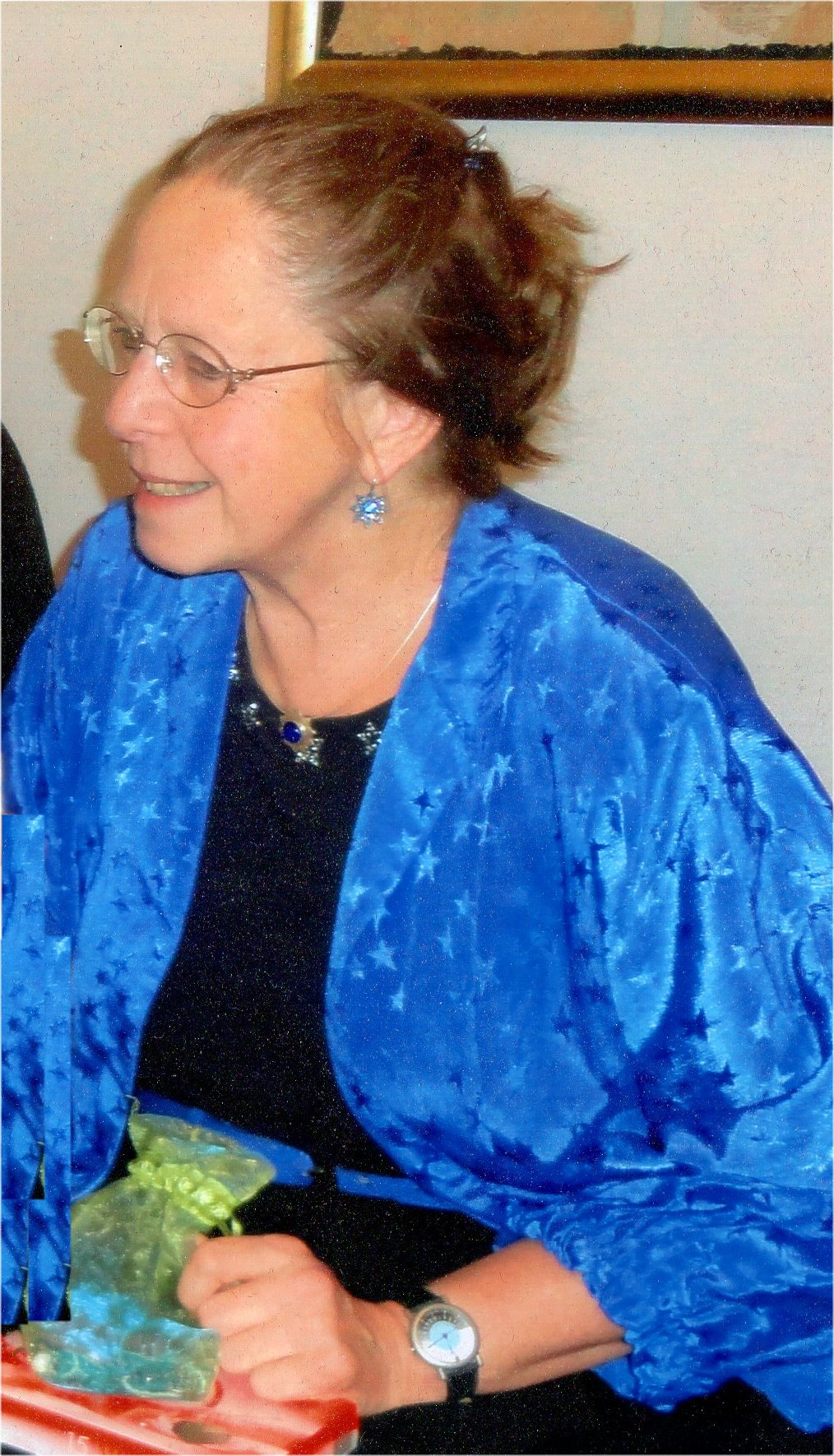
Gudrun Wolfschmidt bei der Tagung der Astronomischen Gesellschaft in Tübingen (2013)

Gudrun Wolfschmidt (* 24. September 1951 in Nürnberg) ist eine deutsche Astronomin und Wissenschaftshistorikerin. Von 1997 bis 2016 lehrte sie als Professorin am Zentrum für Geschichte der Naturwissenschaft und Technik der Universität Hamburg.

## Leben
Gudrun Wolfschmidt wuchs in Nürnberg auf. Nach dem Abitur studierte sie an der Friedrich-Alexander-Universität Erlangen-Nürnberg Chemie, Physik, Mathematik, Kunstgeschichte und Archäologie. Nach dem I. Staatsexamen im Jahr 1977 für das Gymnasiallehramt in den Fächern Physik und Mathematik promovierte sie im Jahr 1980 am Astronomischen Institut, der Dr. Remeis-Sternwarte Bamberg, bei Jürgen Rahe mit der Dissertation Analyse enger Doppelsternsysteme.
Sie absolvierte bis 1984 erfolgreich das Referendariat am Albert-Einstein-Gymnasium München und unterrichtete in verschiedenen Gymnasien bis 1987. Parallel engagierte sie sich im Deutschen Philologenverband, wo sie bis 1989 als hauptamtliche Referentin für innerverbandliche Information tätig war. In den Jahren 1987 bis 1997 war Wolfschmidt in der wissenschaftsgeschichtlichen Forschung am Deutschen Museum in München tätig (u. a. Konzeption und Realisierung der Ausstellung Astronomie im Dreierteam, Eröffnung 1992).
Ihre Habilitation erfolgte 1997 bei Menso Folkerts an der Ludwig-Maximilians-Universität München über Genese der Astrophysik. Ab 1997 lehrte sie an der Universität Hamburg als Professorin für Geschichte der Naturwissenschaften im Fachbereich Mathematik, ab 2012 im Fachbereich Physik an der Hamburger Sternwarte. 2016 wurde sie emeritiert. Sie ist Herausgeberin der Schreiftenreihe Nuncius Hamburgensis – Beiträge zur Geschichte der Naturwissenschaften.
Ihre Forschungsgebiete sind Astronomie- und Physikgeschichte der Frühen Neuzeit sowie im 19./20. Jahrhundert und die Geschichte wissenschaftlicher Instrumente sowie Chemie- und Technikgeschichte.
Gudrun Wolfschmidt engagiert sich im Förderverein Hamburger Sternwarte und ist Mitautorin der Bewerbung der Sternwarte um die Aufnahme ins UNESCO-Weltkulturerbe im Jahr 2021.

## Veröffentlichungen (Auswahl)
Monografien
- Analyse enger Doppelsternsysteme. (Dissertation), Universität Erlangen-Nürnberg,  Naturwissenschaftliche Fakultät I, 1980.
- Astronomie in Vertretungsstunden. Hrsg. von der Referendarvertretung im Bayerischen Philologenverband. (Beiträge zur Gymnasialpädagogik. Band 17, Gymnasialpädagogische Reihe). München 1990.
- Milchstraße – Nebel – Galaxien: Strukturen im Kosmos von Herschel bis Hubble. Oldenbourg, München 1995, ISBN 978-3-486-26308-4, ISBN 3-486-26308-0.
- Genese der Astrophysik. 3 Bände. (Habilitationsschrift, Universität München 1997, Teil 1: 282 S. und Teil 2: S. 283–526, Anhang S. 527–780 – Sternwarten und astrophysikalische Instrumente. Instrumentenhersteller und Firmen. Quellenverzeichnis, Literatur, Personenregister), München 1997.
- Der Himmel über Tübingen. Barocksternwarten – Landesvermessung – Astrophysik (= Nuncius Hamburgensis, Bd. 28). tredition, Hamburg 2014, ISBN 978-3-7323-1896-4.

Anthologien
- Nicolaus Copernicus (1473–1543): Revolutionär wider Willen. Verlag für Geschichte der Naturwissenschaften und der Technik, Stuttgart 1994, ISBN 3-928186-16-7.
- Popularisierung der Naturwissenschaften: Herausgegeben anlässlich des 40-jährigen Jubiläums des IGN Hamburg. Verlag für Geschichte der Naturwissenschaften und der Technik, Stuttgart 2002, ISBN 3-928186-59-0.
- Vom Magnetismus zur Elektrodynamik. Schwerpunkt Geschichte der Naturwissenschaften, Mathematik und Technik, Hamburg 2005, ISBN 3-00-015559-7.
- Es gibt für Könige keinen besonderen Weg zur Geometrie' Festschrift für Karin Reich (Algorismus. Heft 60) Erwin Rauner, Augsburg 2007, ISBN 978-3-936905-23-6.
- (mit Karl Heinrich Wiederkehr): Sterne weisen den Weg. Geschichte der Navigation (= Nuncius Hamburgensis, Bd. 15). Books on Demand, Norderstedt 2009, ISBN 978-3-8370-3969-6.
- Cultural Heritage of Astronomical Observatories – From Classical Astronomy to Modern Astrophysics. Proceedings of International ICOMOS Symposium in Hamburg, October 14–17, 2008. Hendrik Bäßler-Verlag, Berlin (International Council on Monuments and Sites, Monuments and Sites XVIII) 2009, ISBN 978-3-930388-53-0.
- Astronomie in Nürnberg (= Nuncius Hamburgensis, Bd. 3). tredition, Hamburg 2010, ISBN 978-3-86850-609-9.
- Farben in Kulturgeschichte und Naturwissenschaft (= Nuncius Hamburgensis, Bd. 18). tredition, Hamburg 2011, ISBN 3-8424-2200-8.
- Simon Marius, der fränkische Galilei, und die Entwicklung des astronomischen Weltbildes (= Nuncius Hamburgensis, Bd. 16). tredition, Hamburg 2012, ISBN 3-8472-3864-7.
- Kometen, Sterne, Galaxien. Astronomie in der Hamburger Sternwarte. Zum 100jährigen Jubiläum der Hamburger Sternwarte in Bergedorf (= Nuncius Hamburgensis, Bd. 24). tredition, Hamburg 2014, ISBN 978-3-8495-7967-8.
- Auf den Spuren Johannes Keplers. Zu seinem 450. Geburtstag (= Nuncius Hamburgensis, Bd. 54). tredition, Hamburg 2021, ISBN 978-3-347-28159-2.